# Juan Hurtado de Mendoza
Juan Hurtado de Mendoza (Guadalajara, 1548 – Roma, 6 gennaio 1592) è stato un cardinale spagnolo.

## Biografia
Nacque a Guadalajara, in Spagna nel 1548, figlio di Diego Hurtado de Mendoza, quinto conte di Saldaña, e di María de Mendoza y Fonseca (nipote del cardinale Pedro González de Mendoza). Era anche parente di Diego Hurtado de Mendoza y Quiñones, Íñigo López de Mendoza y Zúñiga e Francisco Mendoza Bobadilla, anch'essi cardinali.
Fu nominato cardinale da papa Sisto V nel concistoro del 18 dicembre 1587.
Morì il 6 gennaio 1592 a Roma.